# フェル式鉄道

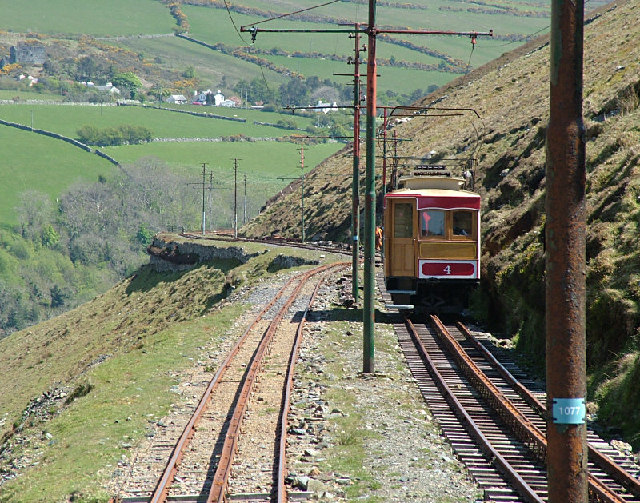
イギリス・マン島のスネーフェル登山鉄道のフェル式レール

フェル式鉄道（フェルしきてつどう、英:Fell Railway）は、2本のレールの間に左右のレール面より約20cm（8インチ）上に敷設した平滑なレール（双頭レールを横にしたもの）の両面を左右からスプリングまたは空気圧で抑えた車輪で挟み、この車輪を駆動して勾配の昇降を行う鉄道のこと。挟む強さにもよるが軸重並みの駆動力がプラスされる
最初に考案したのはスウェーデンの技師ウィドマーク (Widmark) だが、イギリスの技師ジョン・バラクロウ・フェル (John.B.Fell) によって完成されたためこの名がある。
フェル式鉄道はラック式鉄道と比較すると使用可能な最大勾配は小さい（40‰ - 90‰）が、高価なラックレールを使用しないため建設費が安く、歯がないのでレールの歯が欠ける心配がなく通常区間から進入時に気を使う必要がない、中央レールを左右から挟み込むので急勾配での脱線防止に役立つ、中央レールの給油がいらない（ラックレールは歯を守るために粘性の高い油を塗る）、動輪上重量が十分ならば通常型の機関車もこのレール区間を走行可能で補助に使えるという強みがあるが、電化してしまえば特に電車列車の場合工夫がなくても自力でこの程度は登れること、ブレーキも発電ブレーキを使用すればほぼ代用が利くことなどから、下記のスネーフェル登山鉄道のように実用上本気で使用する意義がなく、実用に供された例は蒸気機関車である程度の量の貨物を輸送する必要があったケースの例にとどまる。

## 主なフェル式鉄道の一覧
- イギリス
  - スネーフェル登山鉄道
    - 1895年開通。唯一現存するフェル式鉄道。マン島にある。最大勾配83‰、軌間3フィート6インチ。
    - 当初は蒸気機関車を使用し中央レールを駆動用に使用する計画だったが、途中で電車使用に変更されて登る際は通常レールのみで登れるため、中央レールは降りる際の制動・並びに脱線防止用として使われることになった（このため、中央レールを挟む車輪には脱線防止対策としてフランジが取り付けられている。）が、さらに現在は発電ブレーキを使用するようになって制動目的でも使われなくなり、カーブや強風時の安全用にしか作用していない[2]。
- フランス
  - モン・スニ鉄道
    - 1868年開通。実用化されたフェル式鉄道としては世界初。最大勾配90‰、軌間1100mm。
    - 元々アルプス山中を抜けるモン・スニ峠のトンネル（フレジュス鉄道トンネル、ここに通常の鉄道が走らせる計画）開通までのつなぎ路線で、採掘技術進歩で計画（1857年から25年後に開通予定）より早く1871年にトンネルが開通したため、わずか3年4か月で廃止となった（設備はその後ブラジルのカンタガロ鉄道に流用された）[4]。
- ニュージーランド
  - リムタカ・インクライン (en:Rimutaka Incline)
    - ワイララパ線 (en:Wairarapa Line) サミット駅 - クロスクリーク駅間。1878年開通。最大勾配77‰、最小半径100ｍ、軌間3フィート6インチ。
    - ここは一応ニュージーランド北島の幹線（東側からリムタカ山地を越えてウェリントンに行くルート）であり、専用の蒸気機関車（ニュージーランド国鉄H級）が開業時に4輌、1886年に2輌が増備されて、計6輌を使用していたが、次第に輸送力が限界に達したためトンネル（ベーストンネル）で別ルートを通る計画が立てられ、開通までは他の粘着式機関車を補助に使用しながら、1955年にトンネルが開通すると77年間使われた路線は廃線となった。
なお、この路線には競合路線として西海岸回りの私鉄のウェリントン・マナワツ鉄道（WMR）があり、1908年に国有化された後は輸送を振り分けて負荷を減らしていたが、鉄道輸送が減った現在では旧WMRが本線となっており、開通した新しいトンネルの路線も打ち切られている[5]。

## 関連文献
- 加山昭「ニュージーランドのフェル式鉄道」（全3回） 『鉄道ファン』1978年3月号（通巻203号） - 5月号（通巻205号）、交友社
  - 前記「リムタカ・インクライン」の歴史について触れられている。